# Ricardo Fontana
Ricardo Fontana Miley (Buenos Aires, 17 de octubre de 1950) es un exfutbolista y entrenador argentino nacionalizado boliviano. Como jugador se desempeñó como defensa y desarrolló toda su carrera profesional en Bolivia. Fue internacional con la selección boliviana.

## Biografía[1]
Ricardo "el Tano" Fontana es el último de 6 hermanos de una familia de origen italiano que emigró a la Argentina en los años 50 del siglo XX. Se formó en el Club Atlético San Lorenzo de Almagro y muy joven emigró a Bolivia como consecuencia de una oferta de los dirigentes del Club Always Ready, equipo en el que debutó en Primera división a la edad de 19 años.
Jugador muy físico a la vez que técnico, prontamente llamó la atención de otros equipos de la Primera A paceña, que por aquel entonces era la Asociación de fútbol profesional más competitiva de Bolivia y rápidamente fue fichado por el recién ascendido Club Litoral, equipo en el que jugó hasta 1973.
Sin embargo, fue en The Strongest donde demostró su mejor versión, hasta llegar a convertirse en uno de los "caudillos históricos" del equipo y su capitán. Jugó en el equipo 'atigrado' durante un total de 15 años, interrumpidos por su paso breve por Oriente Petrolero y en los años 1983 y 1984. Como muestra de su amor al club, siempre perdonaba sueldos atrasados y solicitaba a la direngia de su club que se cancelen los sueldos a Jugadores con menos recursos o con problemas económicos.
Con The Strongest alcanzó a ganar 4 títulos nacionales (1 Copa Simón Bolívar y 3 Ligas, además de participar en 8 ediciones de la Copa Libertadores de América.
Como muestra de su carácter y 
en 1993, con 43 años, ficha por el Chaco Petrolero que ese año participaba en la Liga retirándose en esa temporada de la actividad como jugador de fútbol.
Posteriormente fue entrenador de The Strongest en dos ocasiones. La primera como interino, en 1999 y posteriormente contratado en 2008.

## Selección nacional
A pesar de poseer la nacionalidad boliviana desde hacía varios años, no fue hasta la Copa América de Brasil de 1989 que fue convocado por primera vez por el técnico argentino Jorge Habbeger, debutando el 4 de julio de 1989 en Goiania frente a Uruguay a la edad de 39 años.
Posteriormente aún fue convocado para encarar las eliminatorias de 1989, donde la Selección de fútbol de Bolivia quedó fuera del Mundial de Italia'90 por diferencia de un gol.
| Competición                                               | País       | Resultado | Año  |
| --------------------------------------------------------- | ---------- | --------- | ---- |
| Copa América                                              | Brasil     | 1ª fase   | 1989 |
| Eliminatorias Mundialistas para el Mundial de Italia 1990 | Sudamérica | 3º        | 1989 |

## Clubes

### Como jugador
| Club                  | País    | Año         |
| --------------------- | ------- | ----------- |
| Always Ready          | Bolivia | 1969 - 1971 |
| Litoral de Cochabamba | Bolivia | 1972 - 1973 |
| The Strongest         | Bolivia | 1974 - 1982 |
| Oriente Petrolero     | Bolivia | 1983        |
| Bolívar               | Bolivia | 1984        |
| The Strongest         | Bolivia | 1985 - 1992 |
| Chaco Petrolero       | Bolivia | 1993        |

### Como entrenador
| Club                    | País    | Año  |
| ----------------------- | ------- | ---- |
| The Strongest           | Bolivia | 1999 |
| Independiente Petrolero | Bolivia | 1999 |
| Unión Central           | Bolivia | 2000 |
| Real Potosí             | Bolivia | 2001 |
| San José                | Bolivia | 2001 |
| Aurora                  | Bolivia | 2002 |
| Guabirá                 | Bolivia | 2007 |
| The Strongest           | Bolivia | 2008 |

## Palmarés

### Como jugador
Títulos nacionales
| Título           | Club          | País    | Año  |
| ---------------- | ------------- | ------- | ---- |
| Primera División | The Strongest | Bolivia | 1974 |
| Primera División | The Strongest | Bolivia | 1977 |
| Primera División | The Strongest | Bolivia | 1986 |
| Primera División | The Strongest | Bolivia | 1989 |

### Como entrenador
Títulos nacionales
| Título             | Club   | País    | Año  |
| ------------------ | ------ | ------- | ---- |
| Copa Simón Bolívar | Aurora | Bolivia | 2002 |